# Шогенов, Коммунар Шагирович
Коммунар Шагирович Шогенов (1929—1997) — советский партийный и государственный деятель; инициатор создания Республиканского ботанического сада в Кабардино-Балкарии.

## Биография
Родился в 1929 году в селе Герменчик.
В послевоенные годы работал в колхозе прицепщиком и копнительщиком на комбайне. Окончив герменчикскую семилетнюю школу, в 1944 году поступил в одногодичную республиканскую сельскохозяйственную школу в Старом Череке, где получил специальность техника-полевода. В 1945 году поступил на агрономическое отделение Нальчикского сельскохозяйственного техникума (ныне Кабардино-Балкарский агропромышленный колледж им. Б. Г. Хамдохова). По окончании техникума, в 1948 году Шогенов продолжил своё образование в Ленинградском институте прикладной зоологии и фитопатологии (ныне Санкт-Петербургский государственный аграрный университет). На втором курсе обучения он стал членом ВКП(б)/КПСС.
После окончания института Коммунар Шогенов работал агрономом-инспектором по карантину сельхозрастений Министерства сельского хозяйства СССР по Кабардинской АССР, заведующим лабораторией защиты растений селекционной станции Министерства сельского хозяйства РСФСР, инструктором сельхозотдела Кабардинского обкома партии. Проходил службу в Советской армии в Дальневосточном военном округе — был заместителем командира роты, избирался секретарём первичной партийной организации войскового подразделения.
После демобилизации, в период с февраля 1954 по 1990 год Коммунар Шагирович работал директором садовооранжерейного хозяйства «Госзеленхоз» Министерства коммунального хозяйства РСФСР‚ которое в марте 1960 года было преобразовано в Кабардино-Балкарский совхоз «Декоративные культуры», а в 1986 году стал опытно-показательным совхозом по декоративному садоводству и озеленению. По его инициативе на базе совхоза были организованы Республиканский ботанический сад и Нальчикский коммунально-строительный техникум.
Занимаясь общественной деятельностью, К. Ш. Шогенов являлся членом бюро Нальчикского горкома ВЛКСМ, членом пленума горкома партии, депутатом Нальчикского городского совета, членом Кабардино-Балкарского обкома профсоюза работников местной промышленности и коммунально-бытовых предприятий. С 1960 года он был членом редколлегии и редакционного совета журнала «Цветоводство». Был автором девятнадцати научных работ.
Умер 27 января 1997 года в Нальчике.

## Заслуги
- За успехи в работе К. Ш. Шогенов был награждён орденами Трудового Красного Знамени и «Знак Почёта», а также медалями, в числе которых «За доблестный труд в Великой Отечественной войне 1941—1945 гг.» и несколько наград ВДНХ СССР.
- За вклад в развитие науки и производства удостоен званий «Заслуженный агроном РСФСР» и «Заслуженный работник жилищно-коммунального хозяйства КБАССР».
- Отмечался почётными грамотами Министерства жилищно-коммунального хозяйства РСФСР и Президиума Верховного Совета Кабардино-Балкарской АССР.